# Phalerodes rungsi
Phalerodes rungsi là một loài bướm đêm trong họ Noctuidae.